# Blow-Up
Blow-Up è un film del 1966 diretto da Michelangelo Antonioni, ispirato al racconto Le bave del diavolo dell'argentino Julio Cortázar.
Il film, insieme a La notte, è il più premiato di Antonioni e ha vinto la Palma d'Oro al Festival di Cannes nel 1967. Nel cast si trovano attori già famosi, come David Hemmings, o in seguito divenuti tali, come Vanessa Redgrave e Jane Birkin.

## Trama
Thomas, uno scontroso fotografo londinese di moda, sta realizzando un libro fotografico avente come soggetti persone disagiate dei quartieri londinesi, giovani hippy o clochard che dormono in ospizio. Arriva persino a passare una notte in dormitorio, pur di avere immagini crude e drammatiche, e la mattina successiva sostiene un impegno fotografico in studio con una modella. Nonostante abbia un buon lavoro, molto tempo libero che impiega a girare per Londra con una Rolls-Royce decappottabile, e donne con facilità, Thomas è insoddisfatto.
La prova si ha quando è a pranzo con l'amico Ron nel ristorante El Blason di Chelsea. All'improvviso Thomas esclama: "Non ne posso più di Londra questa settimana!". Alla richiesta di chiarimenti da parte di Ron, Thomas replica: "Perché non fa niente per me...". È proprio cercando l'ispirazione per gli ultimi scatti da inserire nel libro che, dopo aver visitato un piccolo negozio di antiquariato che vorrebbe acquistare con il socio Peter, in un parco periferico si imbatte in due amanti e scatta loro delle foto, nascondendosi dietro agli alberi e ai cespugli. Ma Jane, la donna della coppia, si accorge di quanto sta accadendo e, una volta raggiunto Thomas, gli chiede insistentemente il rullino.
Al suo diniego, lei fugge ma, nel corso della stessa giornata, si presenta allo studio fotografico del meravigliato Thomas, e cerca insistentemente di farsi consegnare la pellicola. Incuriosito, Thomas le consegna un rullino diverso da quello usato nel parco. Sviluppa e ingrandisce (il cosiddetto Blow-Up) le fotografie. Esaminandole, Thomas si convince che le immagini rivelino un assassinio, benché non siano del tutto chiare. Torna al parco dove ha scattato le foto e trova il cadavere dell'amante della donna.
Quando rientra allo studio fotografico, non trova più il negativo né le stampe ingrandite; il materiale è stato presumibilmente rubato. In strada, mentre è alla ricerca di Ron, Thomas intravede per un breve momento Jane poi, inseguendola, finisce all'interno di un club dove si esibiscono gli Yardbirds, ma Jane è scomparsa. Thomas si reca infine da Ron, al quale chiede di andare con lui al parco, ma l'amico non è più in grado di ragionare, sotto gli effetti della marijuana che viene fumata dai partecipanti a una festa privata. Qui incontra Veruschka, la modella protagonista degli scatti fatti in studio al mattino.
Lo stesso Thomas poi si unisce al festino, risvegliandosi stordito la mattina dopo. Torna al parco, questa volta con la macchina fotografica per documentare quanto ha visto la notte precedente, ma il cadavere è sparito. Nell'epilogo si vede una partita di tennis giocata da una compagnia di mimi senza palle né racchette, e un Thomas ormai persuaso di aver immaginato tutto: segue con gli occhi la traiettoria dell'invisibile pallina mentre si sente il tipico rumore della palla percossa dalle inesistenti racchette.

## Produzione
Nell'estate del 1964 mentre sta girando Il deserto rosso, Michelangelo Antonioni legge Le bave del diavolo, un racconto dello scrittore argentino Julio Cortázar pubblicato nella raccolta Le armi segrete. Nella sceneggiatura scritta insieme a Tonino Guerra, il regista ne utilizza solo gli elementi essenziali.
(Michelangelo Antonioni)
Antonioni matura l'idea di girare il film a Londra dopo la visita sul set di Modesty Blaise - La bellissima che uccide, che Monica Vitti stava girando con Joseph Losey, anche se il racconto di Cortázar si svolgeva a Parigi. La sceneggiatura fu scritta dal regista con il poeta Tonino Guerra, mentre produttore della pellicola fu Carlo Ponti, il cui contratto con Antonioni prevedeva altri due film per la MGM, saranno infatti in seguito girati Zabriskie Point e Professione: reporter.
Il parco pubblico che fa da teatro alla sequenza cruciale del film (quella del delitto casualmente fotografato dal protagonista) è il Maryon Park di Charlton (Londra). A David Hemmings viene chiesto dal regista di vestire "à la Sachs", e cioè imitando il play-boy tedesco Gunter Sachs (all'epoca marito di Brigitte Bardot): camicia azzurra sbottonata, jeans bianchi, mocassini senza calze. Le scene erotiche previste dalla sceneggiatura vennero tagliate, perché Antonioni aveva già avuto problemi con la censura nel film L'avventura, e temette che la censura italiana avrebbe bloccato il film.
Blow-Up include numerose apparizioni di personaggi famosi dell'epoca. In una sequenza, verso la fine del film, suonano gli Yardbirds con Jimmy Page e con Jeff Beck, che si esibisce nell'atto di sfasciare la sua chitarra. Nella stessa scena Michael Palin del gruppo comico Monty Python è presente fra il pubblico, mentre la giornalista Janet Street-Porter balla tra le spogliarelliste. Antonioni considerò anche l'opportunità di utilizzare la band dei Tomorrow e quella dei Velvet Underground, ma vari problemi di ingaggio impedirono ai due gruppi di partecipare al film. Anche lo scrittore Julio Cortázar appare nel film nella scena dell'uscita degli operai dalla fabbrica.

## Distribuzione

### Distribuzione cinematografica
Il film è stato distribuito negli Stati Uniti a partire dalla città di New York il 18 dicembre 1966. Nel 1967 è stato poi distribuito in Brasile (24 febbraio); a Londra, nel Regno Unito dove il 16 marzo è avvenuta la première; in Francia (24 maggio); in Germania Ovest (11 maggio); in Danimarca (17 maggio); in Giappone (3 giugno); in Argentina (7 giugno); in Finlandia (8 settembre); in Belgio (21 settembre); in Italia è approdato il 27 settembre a Milano, il 28 a Roma e il 29 novembre a Torino; in Svezia (4 ottobre); in Uruguay (23 novembre). In Portogallo è stato distribuito il 9 gennaio 1968; in Messico il 4 aprile dello stesso anno; in Ungheria il 1º maggio 1969; in Turchia nell'ottobre 1971; in Spagna il 14 aprile 1975.
Il film è stato poi ridistribuito nuovamente in Australia il 5 marzo 1993; in Germania il 23 marzo 2000; nella Repubblica Ceca il 17 gennaio 2003; in Francia il 29 marzo 2006 e nuovamente l'11 maggio 2016 (versione restaurata);
Il film è stato inoltre proiettato a molti festival. Il 3 maggio 1967 è stato presentato al Festival di Cannes, in Francia. Il 27 settembre 1967 è stato presentato al Sorrento Film Festival in Italia. Il 13 novembre 1999 è stato presentato al Thessaloniki International Film Festival in Grecia. In Germania è stato proiettato nel febbraio al Festival Internazionale del Cinema di Berlino del 2002. Nel settembre 2002 è stato proiettato anche alla Mostra del cinema di Venezia. Il 24 novembre 2012 è stato proiettato all'Osaka European Film Festival in Giappone. Il 13 novembre 2014 al Lisbon & Estoril Film Festival in Portogallo. Il 19 novembre 2016 al Torino Film Festival in Italia. Nel maggio 2017 la versione restaurata è stata proiettata al Festival di Cannes. Il 22 ottobre 2017 al QCinema International Film Festival nelle Filippine. Il 3 novembre 2017 al Taipei Golden Horse Film Festival di Taiwan. Il 13 novembre 2017 una versione restaurata digitalmente è stata proiettata all'AFI Fest negli Stati Uniti.

### Distribuzione home video
In home video il film è stato distribuito in una prima edizione in DVD dalla Warner Bros. il 17 febbraio e il 12 aprile 2004. Il 28 ottobre 2014 la Warner Bros. l'ha poi nuovamente distribuito in DVD e download digitale. Il 28 marzo 2017 la Criterion ha distribuito in DVD (2 dischi) e Blu-ray la versione restaurata.

### Titoli alternativi
Mentre Antonioni stava già pensando a come adattare il titolo in italiano, il suo collega Ennio De Concini gli suggerì di mantenere il titolo in lingua originale al che Antonioni avrebbe risposto "Hai ragione!" e mantenne il titolo "Blow Up". Il film è stato distribuito internazionalmente con il titolo Blow-Up, o nella variante grafica Blow Up, tranne in alcuni stati che fanno eccezione. Titoli alternativi del film sono infatti: Blow-Up - Deseo en una mañana de verano (Argentina); Blow-Up - Depois Daquele Beijo (Brasile); Фотоувеличение (Bulgaria); Zvětšenina (Cecoslovacchia); Povećanje (Croazia); Blow-Up - Erään suudelman jälkeen (Finlandia); Ekstaze '67 (Germania Ovest); Yokubō (欲望?, "Lussuria") (Giappone); Yetzarim (Israele); Deseo en una mañana de verano (Messico, Perù); Powiekszenie (Polonia); História de um fotógrafo (Portogallo); Împuscatura (Romania); Uvećanje (Serbia); Povečava (Slovenia); Blow-Up (Deseo de una mañana de verano) (Spagna); Blow-up - förstoringen (Svezia); Cinayeti gördüm (Turchia); Nagyítás (Ungheria); Фотоувеличение (Unione Sovietica).

### Restauro
Nel 2017 il film è stato restaurato da un gruppo internazionale di cui hanno fatto parte la Cineteca di Bologna, l'Istituto Luce Cinecittà e Criterion, in collaborazione con la Warner Bros. e Park Circus. Il restauro è avvenuto presso i laboratori di Criterion e L'Immagine Ritrovata, sotto la supervisione di Luca Bigazzi, direttore della fotografia. In seguito è stato riprogrammato al cinema e distribuito in home video.

## Accoglienza

### Incassi
A fronte di un budget di 1800000 $, il film, al 31 gennaio 1970, ha incassato complessivamente 20000000 $ in tutto il mondo.

### Critica
Il film è stato bene accolto dalla critica alla sua uscita, Segnalazioni cinematografiche scrive:
( Segnalazioni cinematografiche, vol. 64, 1968.)
A cinquant'anni dalla sua realizzazione il film è oggi considerato uno dei film seminali più importanti della cinematografia degli anni sessanta, nonché un capolavoro del cinema d'essai:
(AllMovie)
( Roberto Nepoti, la Repubblica, 5 ottobre 2017.)
( Federico Pontiggia, Il Fatto Quotidiano, 5 ottobre 2017.)
(FilmTv.it)

## Colonna sonora
Il commento sonoro fu affidato al jazzista Herbie Hancock, che lo compose e lo eseguì affiancato da illustri colleghi, quali tra gli altri Freddie Hubbard e Jim Hall. Nell'album contenente la colonna sonora, pubblicato dalla MGM Records nel 1966, figurano anche gli Yardbirds, che eseguono Stroll On.
Il disco, pubblicato dalla MGM Records nel 1966, ha avuto numerose edizioni internazionali e ristampe in molteplici formati, compresi LP, musicassetta, reel-to-reel e CD, fino ai nostri giorni, anche da altre etichette, compresa Sony Music.

## Riconoscimenti
- 1966 - Hollywood Foreign Press Association[5]
  - Candidatura Best Foreign Film - English Language
- 1966 - New York Film Critics Circle Awards[5][8]
  - Candidatura Miglior film
  - Candidatura Miglior regia a Michelangelo Antonioni
- 1967 - Premio Oscar[5][8]
  - Candidatura Miglior regia a Michelangelo Antonioni
  - Candidatura Migliore sceneggiatura originale a Michelangelo Antonioni, Tonino Guerra e Edward Bond
- 1967 - Golden Globe[8]
  - Candidatura Migliore film straniero in lingua inglese
- 1967 - Festival di Cannes[5][8]
  - Palma d'oro a Michelangelo Antonioni
- 1967 - Laurel Awards
  - Dormiente dell'anno
- 1967 - National Society of Film Critics Awards
  - Miglior film
  - Miglior regia a Michelangelo Antonioni
- 1968 - Premio BAFTA[5][8]
  - Candidatura Miglior film britannico a Michelangelo Antonioni
  - Candidatura Migliore fotografia per un film britannico a colori a Carlo Di Palma
  - Candidatura Migliore scenografia per un film britannico a colori a Assheton Gorton
- 1968 - Nastro d'argento
  - Regista del miglior film straniero a Michelangelo Antonioni
- 1968 - Kansas City Film Critics Circle Awards
  - Miglior regia a Michelangelo Antonioni
- 1968 - French Syndicate of Cinema Critics
  - Miglior film straniero a Michelangelo Antonioni
- Nel 1999 il British Film Institute l'ha inserito al 60º posto della lista dei migliori cento film britannici del XX secolo.[9]

## Influenze cinematografiche
- Blow Out (1981) di Brian De Palma con John Travolta, il cui titolo allude a Blow-Up, è una variazione del tema del film di Antonioni che sostituisce il suono, gli effetti sonori, alla fotografia.[5]
- Anche Francis Ford Coppola affermò di essersi ispirato a Blow-Up per la sceneggiatura de La conversazione (1974).[5]
- Gli anni in tasca (1976) di François Truffaut, all'inizio del quale un gruppo di bambini corre per le strade del paese, è un chiaro riferimento al gruppo di mimi che è presente in alcune scene di Blow-Up.
- Nel film I misteri del giardino di Compton House di Peter Greenaway si può notare un'evidente citazione della trama di Blow-Up. Il protagonista, un artista a cui è stato affidato il compito di riprodurre dodici vedute di una tenuta signorile, scoprirà, attraverso la realizzazione dei suoi disegni, un complotto omicida.
- Blow-Up è omaggiato anche nel film del 2014 The Amazing Spider-Man 2 - Il potere di Electro: sulla parete della camera di Peter Parker è infatti presente, come manifesto, la locandina del film di Antonioni, con la celebre scena dell'amplesso fotografico su sfondo rosso.
- Il protagonista della quinta stagione di Skam Italia, Elia Santini, ha una passione per Blow-Up, al punto che in una scena ricrea assieme a Viola (Lea Gavino) la celebre scena della partita a ping-pong senza racchette né palline.